# Leif Edling
Leif Edling (6 agosto 1963) è un bassista svedese.

## Biografia
Edling cominciò la sua carriera musicale nella band Trilogy come cantante, insieme a Ian Haugland nel 1979. In seguito suonò in un gruppo chiamato Witchcraft, che abbandonò nel 1981 per formare i Nemesis. Prima dei dischi ufficiali dei Candlemass, Edling si occupò della sezione vocale, oltre al basso.
È attualmente bassista e compositore principale dei Candlemass, essendo anche l'unico membro fisso. Con loro Leif ha raggiunto la massima popolarità ed è noto al pubblico per i famosi album della band svedese di doom metal.
Nel 2002 ha fondato un'altra band doom metal, chiamata Krux.